# Plesiadapis

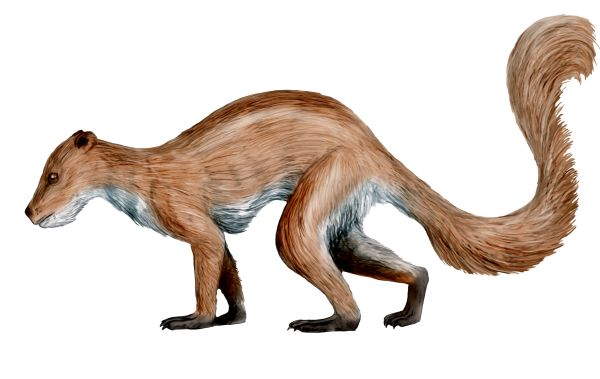
Phục dựng

Plesiadapis là một trong những loài động vật có vú giống như linh trưởng cổ xưa nhất được biết, đã tồn tại khoảng 58-55 triệu năm trước đây ở Bắc Mỹ và châu Âu. Plesiadapis được phát hiện lần đầu bởi François Louis Paul Gervaise năm 1877, người đầu tiên phát hiện ra Plesiadapis tricuspidens ở Pháp. Các loại mẫu vật là MNHN CRL-16, và là một đoạn hàm dưới bên trái có niên đại thời kỳ Eocene.
Chi này có thể xuất hiện ở Bắc Mỹ và châu Âu có dân định cư ở một cầu nối đất qua Greenland. Nhờ sự phong phú của chi và tiến triển nhanh chóng của nó, các loài Plesiadapis đóng một vai trò quan trọng trong việc khoanh vùng các trầm tích lục địa Cuối Paleocene và trong mối tương quan của faunas trên cả hai bờ Đại Tây Dương. Hai bộ xương của Plesiadapis đáng chú ý, một trong số chúng gần như hoàn chỉnh, đã được tìm thấy trong trầm tích hồ tại Menat, Pháp. Mặc dù việc bảo quản trong những phần cứng kém, những bộ xương vẫn còn cho thấy phần còn lại của da và lông như là một phim cácbon - duy nhất trong số các động vật có vú Paleocene. Thông tin chi tiết của xương được bảo quản tốt trong các hóa thạch từ Cernay, còn ở Pháp, nơi Plesiadapis là một trong những động vật có vú phổ biến nhất

## Hình ảnh

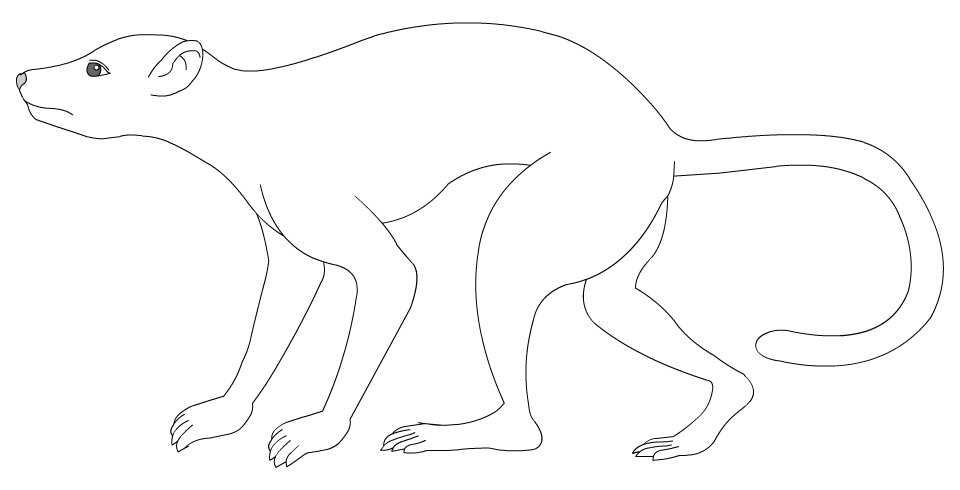
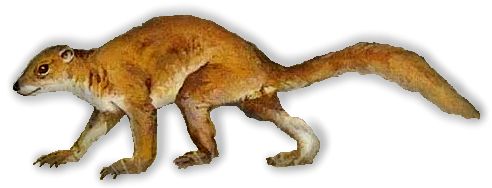
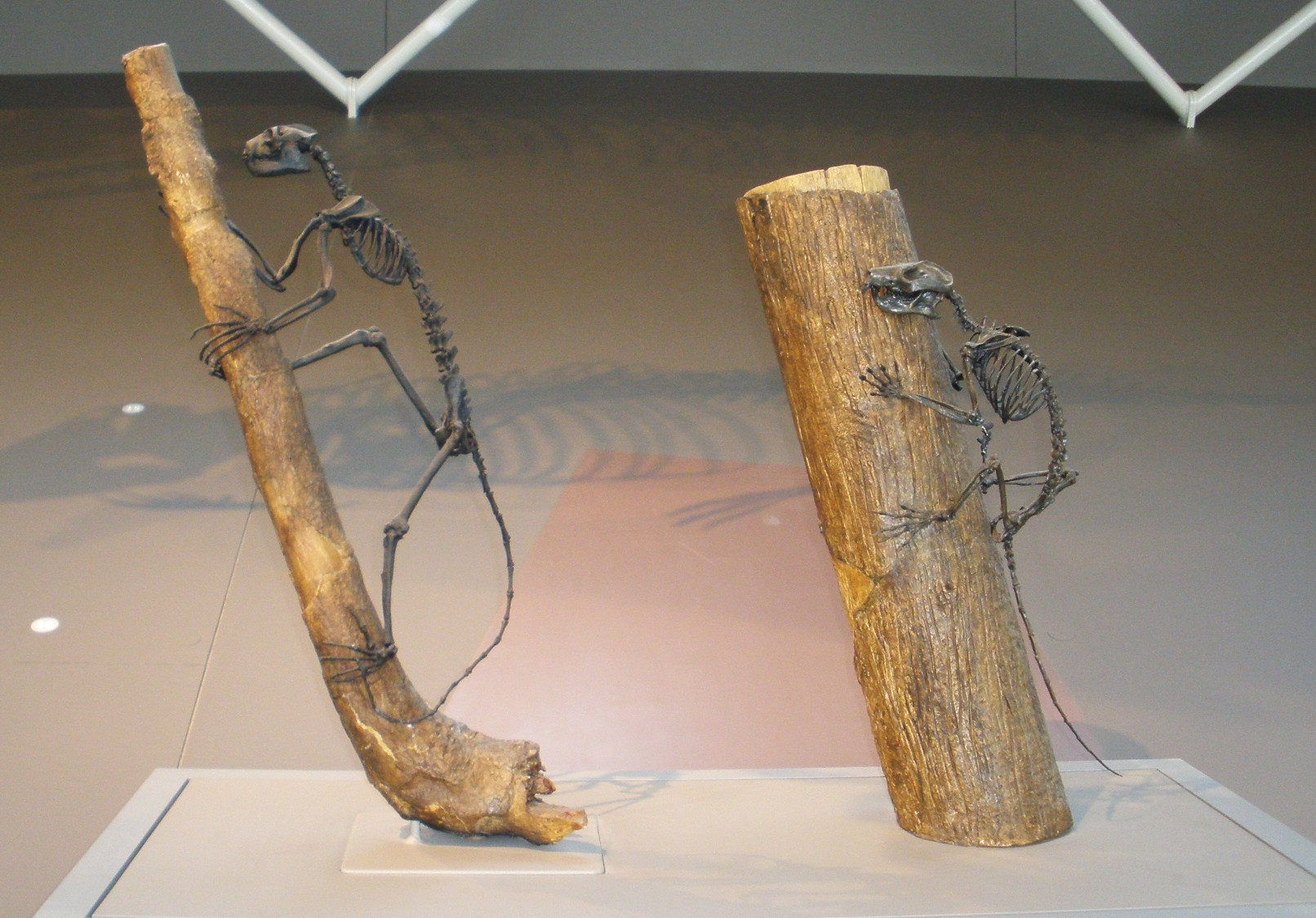
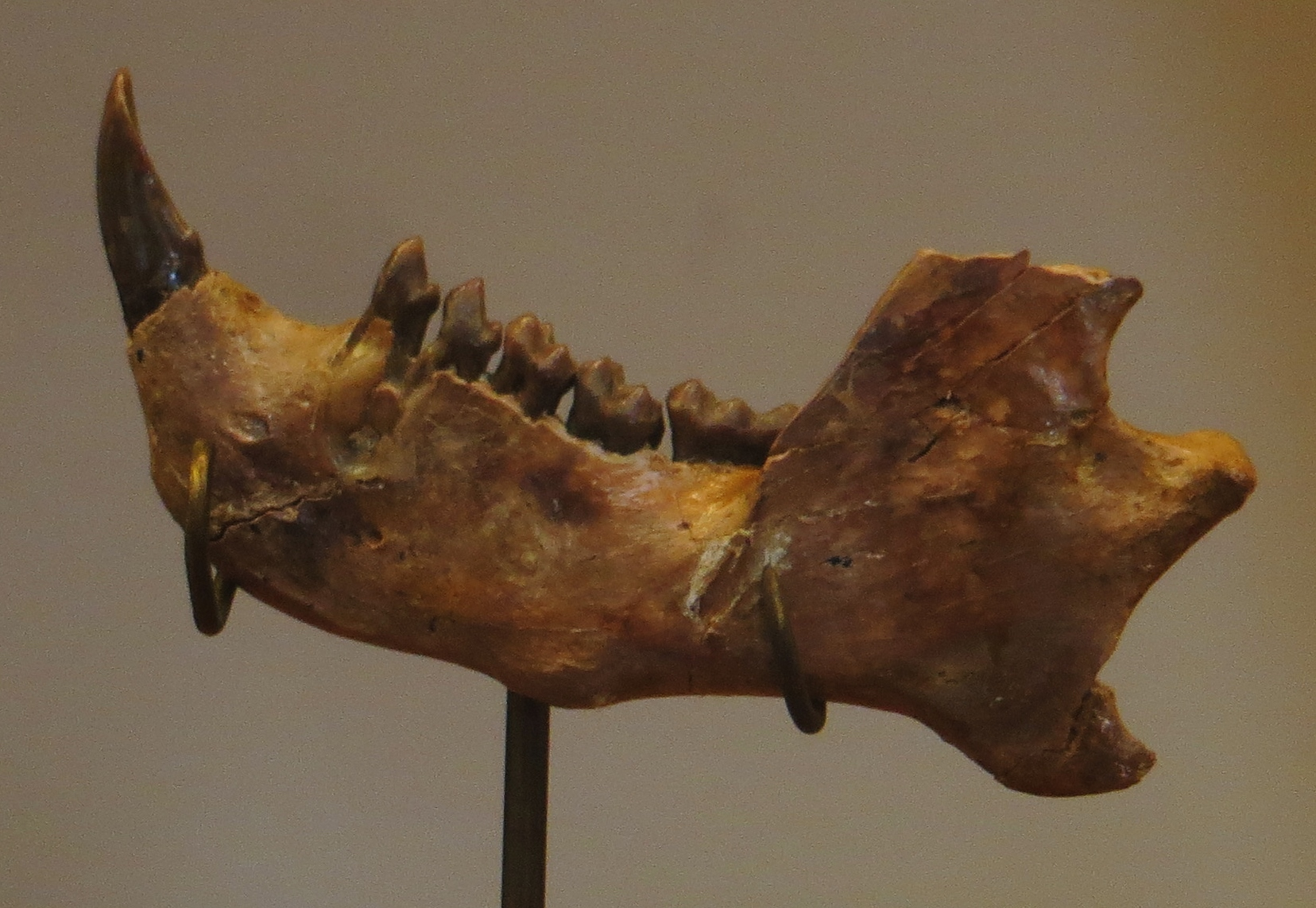
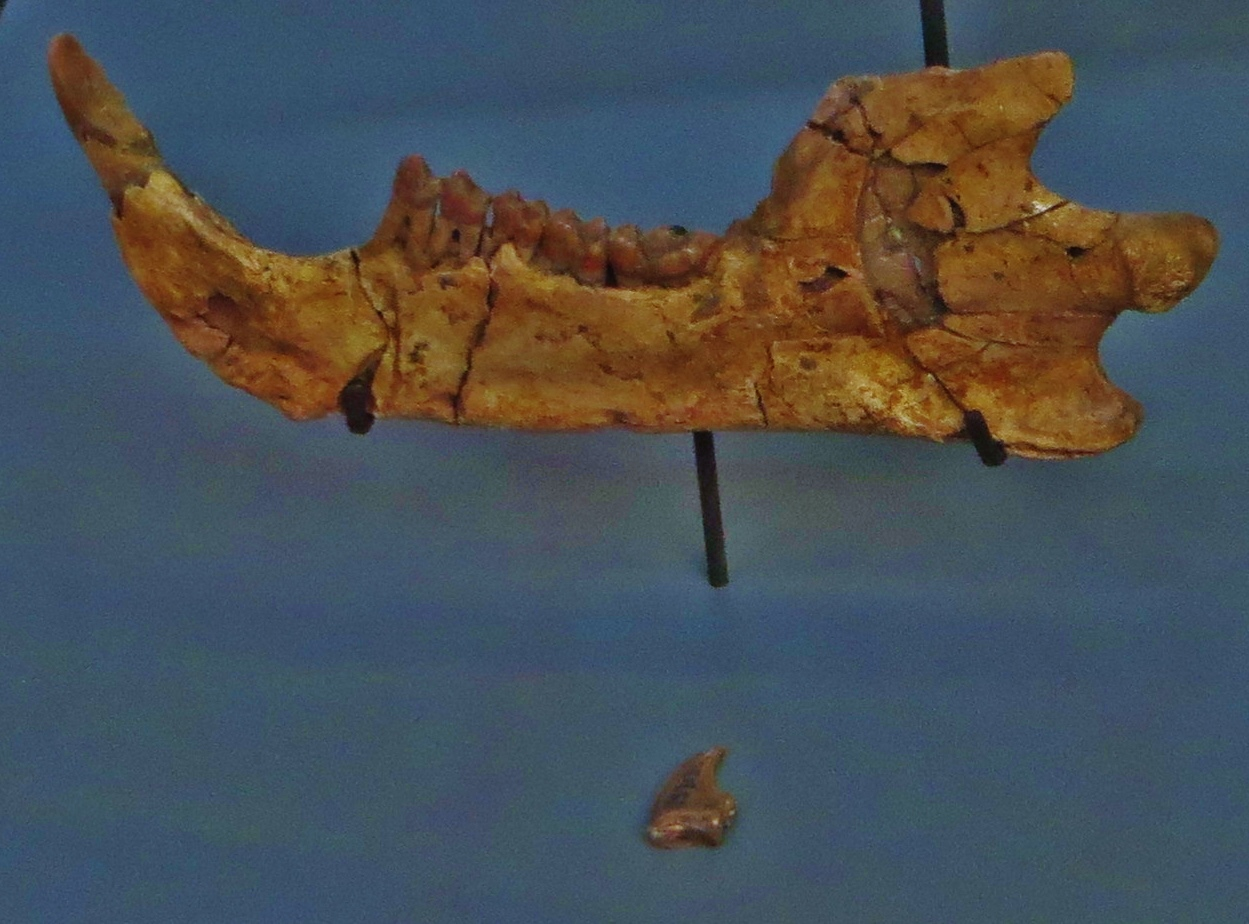
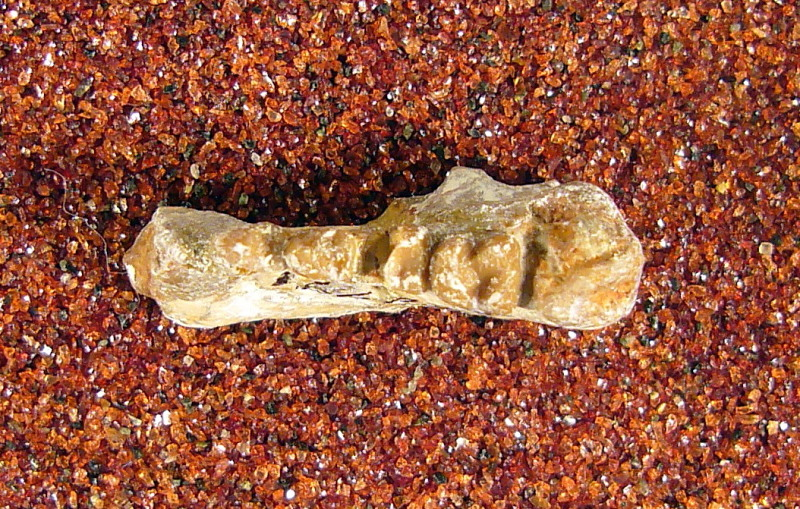
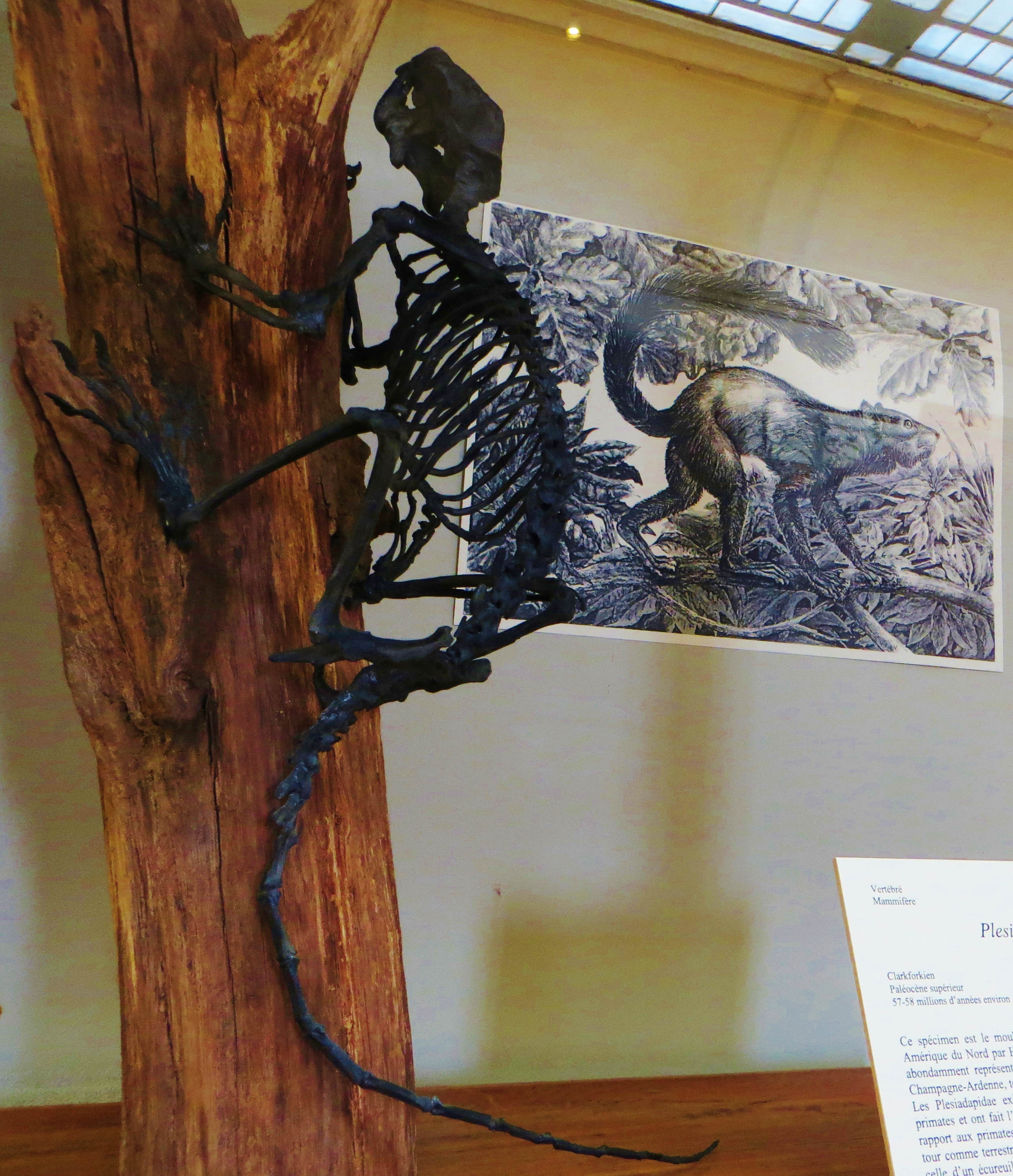
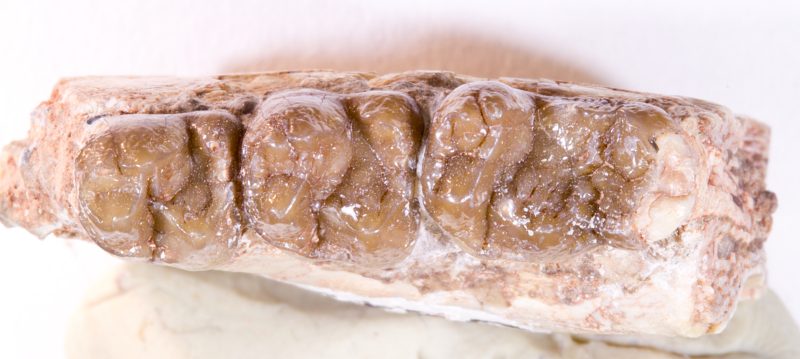
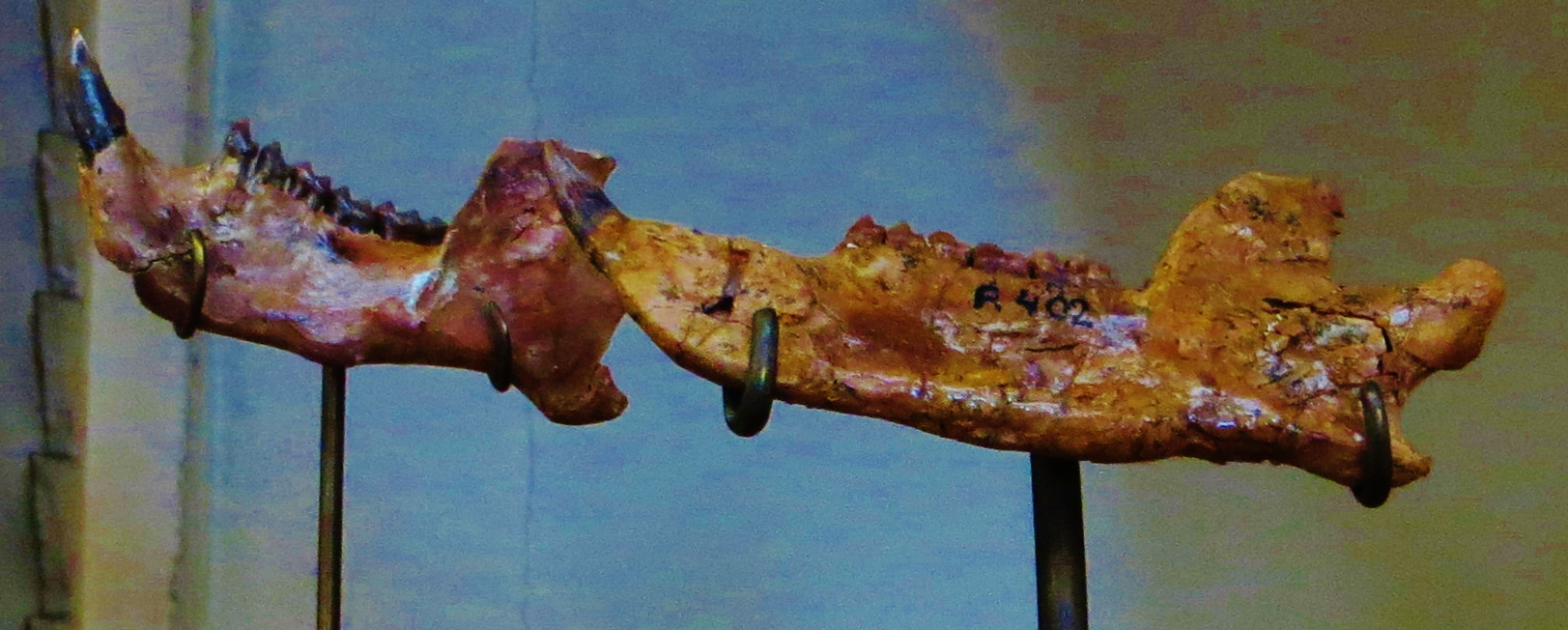
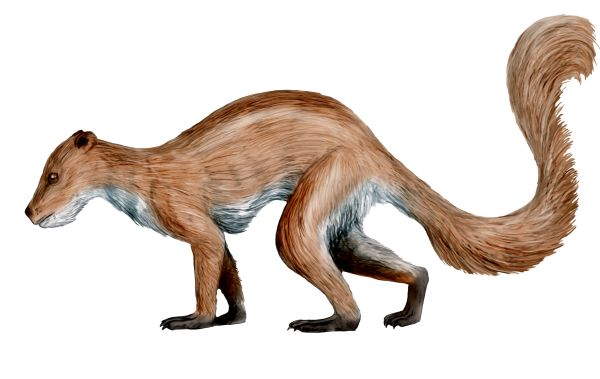
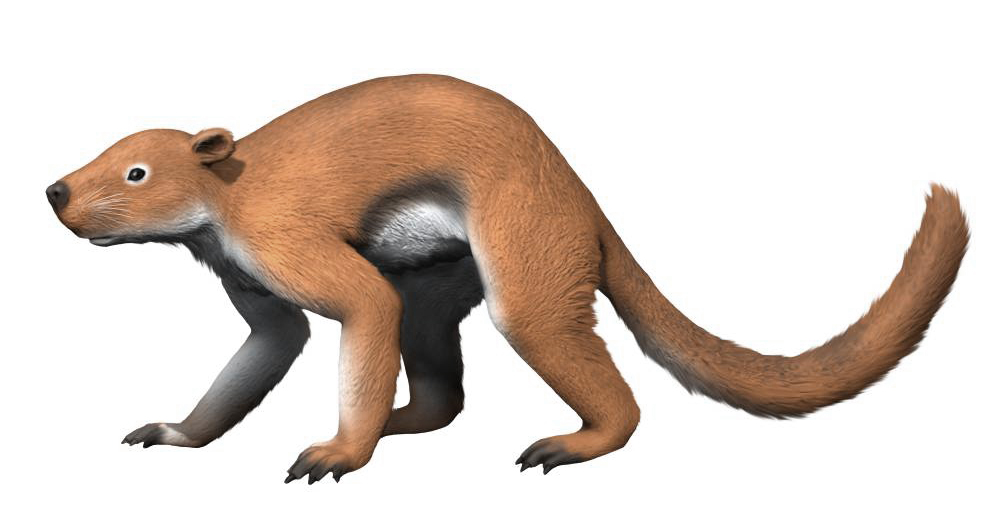
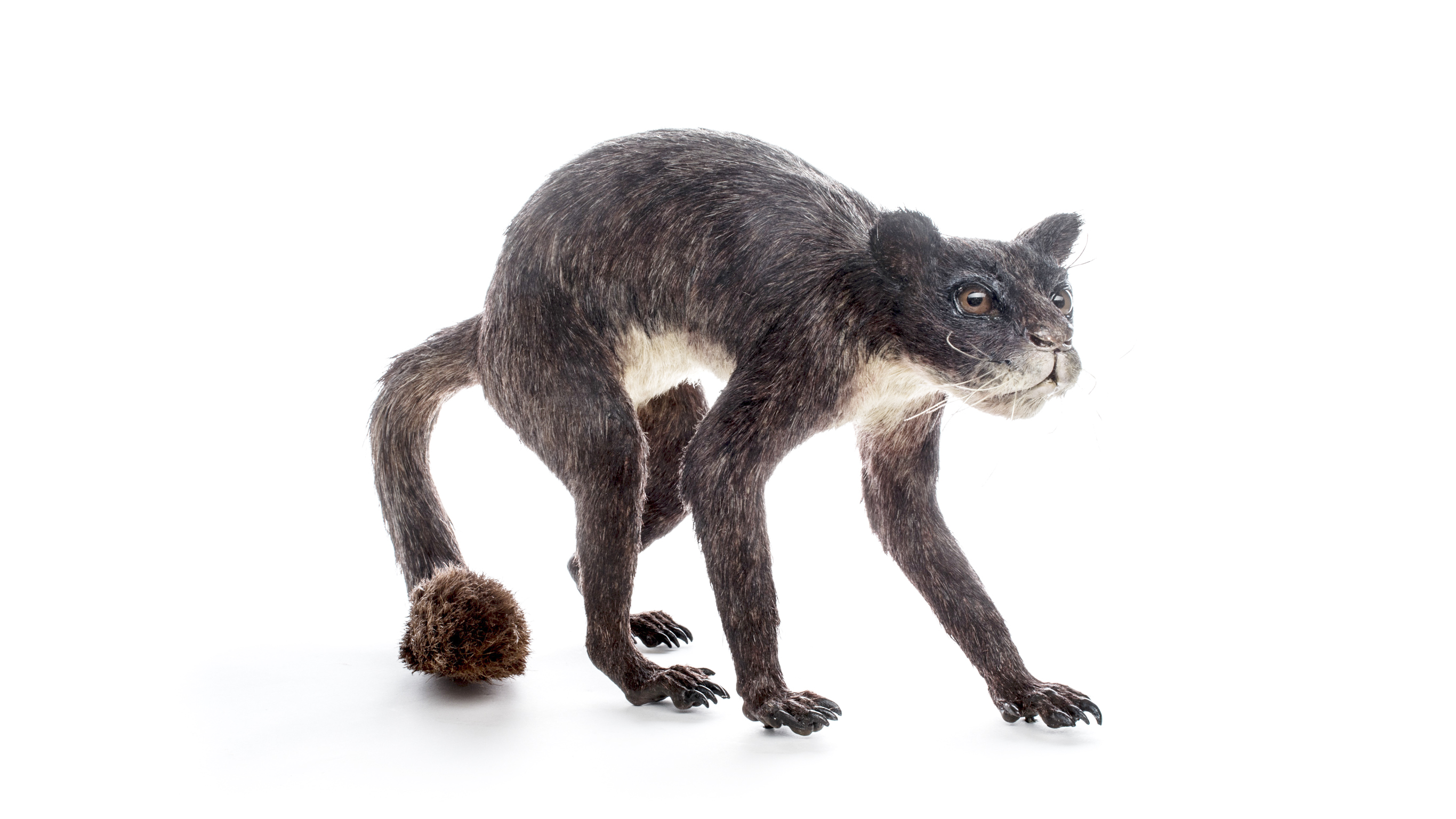